# Plaza del Pozo Santo
La plaza del Pozo Santo es un espacio público de la ciudad española de Sevilla.

## Descripción
La plaza tiene entradas por las calles Lepanto, Amparo, Jerónimo Hernández, Misericordia y Atienza. Aparece descrita en la Noticia histórica del origen de los nombres de las calles de esta ciudad de Sevilla (1839) de Félix González de León con las siguientes palabras:

Plaza del Pozo Santo. Corresponde al cuartel C. y á la parroquia de san Andres. Su nombre la toma del conocido milagro que hizo la santisima Virgen, en la esquina que mira al Norte. En este sitio estaba una pintura de Ntra. señora y al pie un pozo público en el cual por descuido casual cayó un niño y ó el mismo clamó, ó sus padres lo encomendaron á la señora en aquella pintura, y continuando en su oracion vieron que las aguas del pozo subian con el niño hasta llegarlo al brocal donde sus padres lo recogieron salvo y sano. Esto movió á los cofrades del antigüo é ínmediato hospital de la Misericordia á que llevasen la citada imágen dentro de su iglesia y la colocasen en su altar mayor pintando el milagro en el mismo cuadro, y levantando sobre el pozo una cruz y cercándola de rejas como existe, dejando á la posteridad el nombre del pozo Santo para eterna memoria del milagro. Este nombre de Santo se le dió al pozo, y del pozo Santo tomó el nombre la plaza, y despues el hospital que se fundó en ella. El cual se estrenó el dia 18 de Enero de 1682, si bien ya se ejercia su instituto algunos años antes en una casa en la calle de la Benera. Careció su iglesia (que está dedicada al santo Cristo de los dolores) de sacramento cuatro años hasta el de 1686, que lo consagró y colocó en sus sagrario el señor Arzobispo D. Jaime de Palafox. Su fundacion fué por dos devotas mugeres naturales la primera de Cabrilla llamadas la madre Marta, y la otra María Beatriz Gerónima de la Concepcion, esta segunda Sevillana; ayudadas de la señora doña Ana Trujillo que les dió todo su caudal. Su instituto utilísimo, es para recoger mugeres impedidas, cuyo cuidado y hospitalidades está al cargo de varias beatas que visten y profesan el hábito y regla del O. T. de san Francisco. Su templo es muy pequeño y su fachada de ladrillo cortado es regular, y sobre la puerta de la casa está escrito lo siguiente: JESUS BARON DE DOLORES CASA DE DIOS, Y PUERTA DEL CIELO, ESTE LUGAR ES SANTO Y YO NO LO SABIA, ES ESTE MISMO DIOS ALTISIMO FUNDO CASA Y HOSPITALIDAD DE POBRES MUGERES INCURABLES. ES DEL SANTO CRISTO DE LOS DOLORES. ACABOSE AÑO DEL SEÑOR DE 1680. RENOVOSE EL DIA DE LA NATIVIDAD DEL SEÑOR DE 1832. El citado pozo está cubierto, y en la octava de la Asuncion de Ntra. señora lo abren y se veven sus aguas sin que en la plaza halla nada mas que observar: la cual es pequeña y está á la salida de la calle de la Misericordia.
(González de León, 1839, pp. 113-114)

En el lugar estaba el hospital del mismo nombre, inaugurado en 1682.